# Gare de Kashikojima
La gare de Kashikojima (賢島駅, Kashikojima-eki) est une gare ferroviaire terminus de la ville de Shima au Japon. Elle est exploitée par la compagnie Kintetsu.

## Situation ferroviaire
La gare de Kashikojima marque la fin de la ligne Kintetsu Shima.

## Historique
La gare a été inaugurée le 23 juillet 1929.

## Service des voyageurs

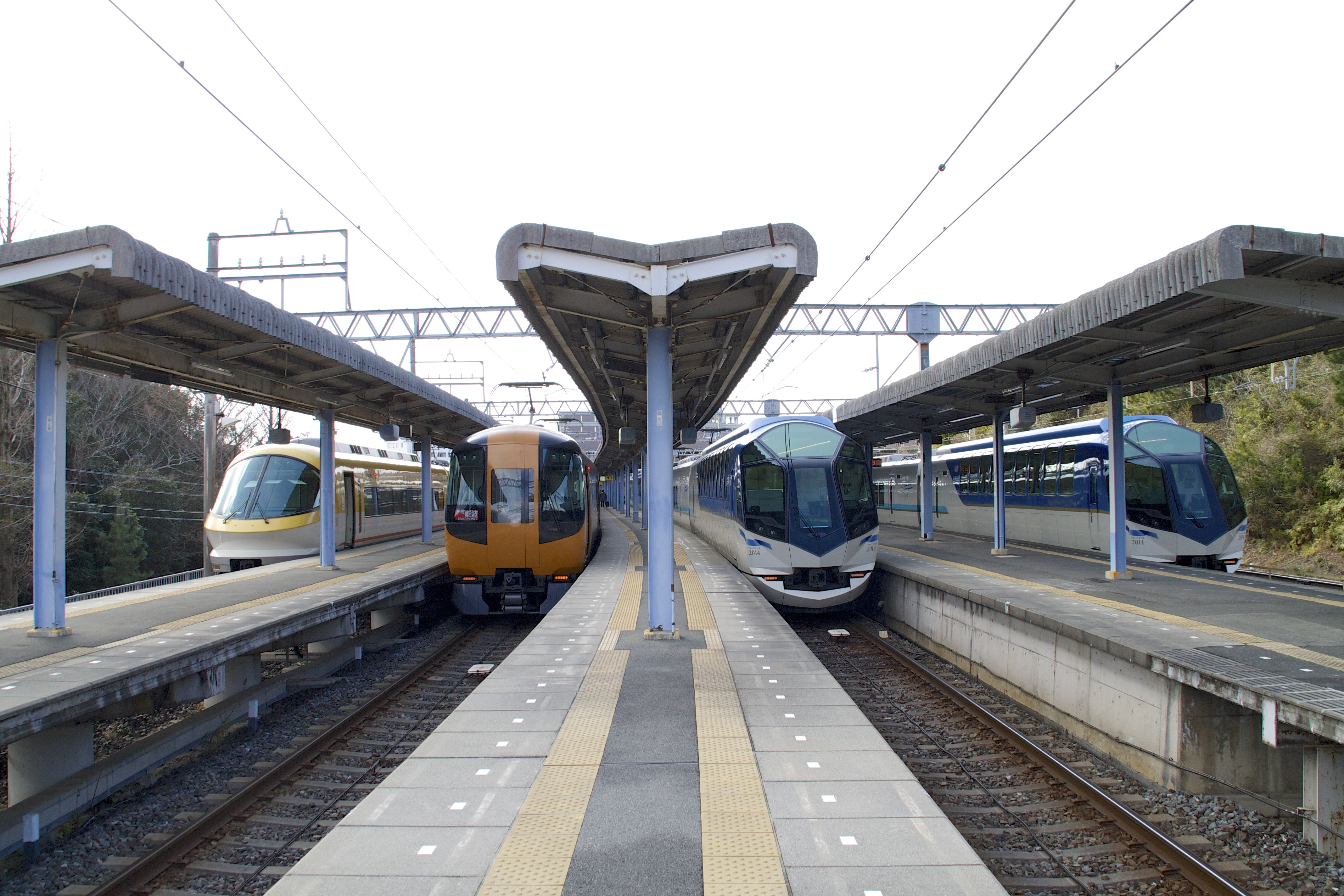
Vue des quais.

### Accueil
La gare dispose d'un bâtiment voyageurs, avec guichets, ouvert tous les jours.

### Desserte
- Ligne Kintetsu Shima :
  - voies 1 et 2  : direction Kintetsu-Nagoya (trains express)
  - voies 3 et 4  : direction Osaka-Namba et Kyoto (trains express)
  - voie 5 : direction Toba, Ujiyamada et Ise-Nakagawa (trains omnibus)